# ناثانيل هاكيت
ناثانيل هاكيت (بالإنجليزية: Nathaniel Hackett)‏ هو مدرب رياضي أمريكي، ولد في 19 ديسمبر 1979 في فوليرتون في الولايات المتحدة.